# جایزه کتاب آلمان

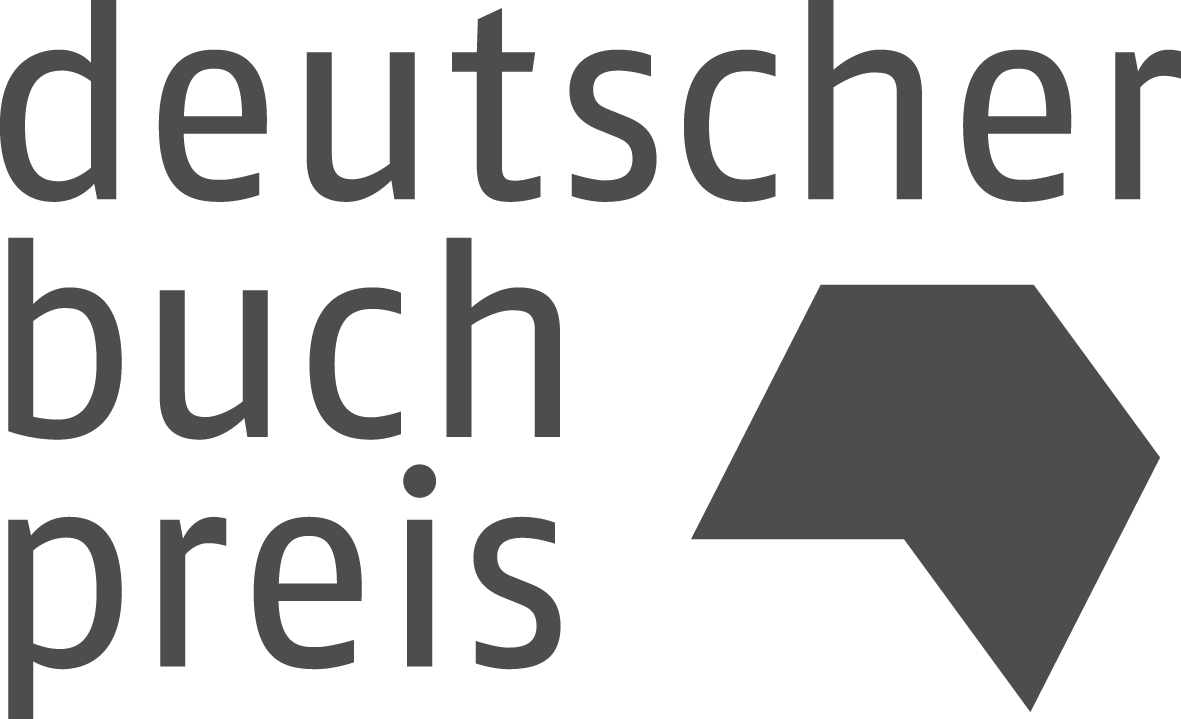
لوگوی جایزه کتاب آلمان

جایزه کتاب آلمان (به آلمانی: Deutscher Buchpreis) از سال ۲۰۰۵ سالانه در ماه اکتبر به بهترین رمان آلمانی زبان توسط اتحادیه ناشران و کتابفروشان آلمانی اعطا می‌شود. این جایزه یکی از مهم‌ترین جوایز ادبی آلمان به‌شمار می‌رود و کتاب‌های منتشر شده در آلمان، اتریش و سوئیس می‌توانند توسط ناشرین آنها نامزد جایزه کتاب آلمان شوند. هر ناشر می‌تواند تا دو کتاب از فهرست انتشار فعلی یا برنامه‌ریزی شده خود پیشنهاد کنند.
برنده جایزه کتاب آلمان سالانه در نمایشگاه بین‌المللی کتاب فرانکفورت معرفی می‌شود و مبلغ ۲۵۰۰۰ یورو دریافت می‌کند، در حالی که پنج نامزد لیست کوتاه، هر کدام مبلغ ۲۵۰۰ یورو به عنوان جایزه دریافت می‌کنند.

## برنده‌های جایزه
| سال (میلادی) | نویسنده            | رمان                                                                |
| ------------ | ------------------ | ------------------------------------------------------------------- |
| ۲۰۱۸         | اینگر ماریا مالکه  | مجمع‌الجزایر                                                         |
| ۲۰۱۷         | روبرت مناسه        | پایتخت                                                              |
| ۲۰۱۶         | بودو کیرشهوف       | رخداد                                                               |
| ۲۰۱۵         | فرانک ویتزل        | تأسیس حزب ارتش سرخ توسط نوجوانی مجنون و افسرده‌کننده در تابستان ۱۹۶۹ |
| ۲۰۱۴         | لوتز سیل           | کروسو                                                               |
| ۲۰۱۳         | ترزیا مورا         | هیولا                                                               |
| ۲۰۱۲         | اورسولا کرشل       | دادگاه بخش                                                          |
| ۲۰۱۱         | اویگن روگه         | در زمان روشنایی رو به کاهش                                          |
| ۲۰۱۰         | ملیندا نادج آبونجی | کبوتران اوج می‌گیرند                                                 |
| ۲۰۰۹         | کاترین اشمیت       | تو نمی‌میری                                                          |
| ۲۰۰۸         | اووه تلکمپ         | برج                                                                 |
| ۲۰۰۷         | یولیا فرانک        | زن ظهر                                                              |
| ۲۰۰۶         | کاترینا هکر        | مفلس‌ها                                                              |
| ۲۰۰۵         | آرنو گایگر         | حال ما خوب است                                                      |